# 엄마의 레시피
《엄마의 레시피》(일본어: ママ、ごはんまだ？)는 2017년에 개봉한 일본의 영화이다.

## 캐스트
주연
- 키나미 하루카 : 타에 역
- 카와이 미치코 : 카즈에 역

조연
- 후지모토 이즈미 : 요 역
- 코우모토 마사히로 : 히다 역
- 니시나 타카시
- 히로사와 소우 : 하루에 역
- 홋타 마유